# Fajizmus

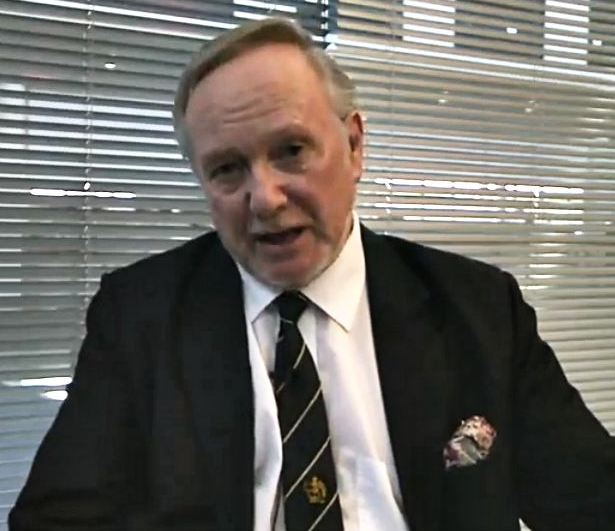
Richard D. Ryder

A fajizmus (angolul: speciesism) bizonyos egyének számára kizárólag valamilyen fajhoz tartozás alapján tulajdonít különböző értékeket, jogokat vagy sajátos megítélést. A kifejezést legtöbbször állatjogi aktivisták használják, akik szerint a fajizmus a rasszizmushoz és a szexizmushoz hasonló előítélet, melyben az adott egyén megítélése az adott fajhoz való tartozás és morálisan irreleváns fizikai különbségek alapján történik. Álláspontjuk szerint egy fajhoz való tartozásnak nincs erkölcsi jelentősége.

## Története
A fajizmus kifejezést Richard D. Ryder alkotta meg 1970-ben. 1985-ben az Oxford English Dictionary a következőképpen definiálta a fajizmust: bizonyos állatfajok emberi lények általi diszkriminációja vagy kizsákmányolása, az emberiség felsőbbrendűségének feltételezésére alapozva. Ez a definíció a fajizmus hivatalos nyelvi elfogadását jelezte. Peter Singernek nagy szerepe volt használatának meghonosításában.
A fajizmus jól használható kampány-kifejezéssé vált 1970-től kezdődően. Ryder és társai, Ros Godlovitch, Stanley Godlovitch, John Harris, Andrew Linzey és kicsit később Peter Singer és Stephen Clark tagjai voltak a fajizmus elleni gondolkodókat tömörítő Oxford Csoportnak. A kifejezés először Ryder egy szórólapján jelent meg, majd Godlovitch és Harris nevezetes Állatok, emberek és erkölcsök (Animals, Men and Morals) (1971) című könyvében, melynek egy fejezetét Ryder írta. Ryder elutasította Singer ajánlatát Állatfelszabadítás (Animal Liberation) című, 1975-ben megjelent könyvének társszerzőségére, de Singer használta benne a fajizmus fogalmát. Ryder a brit rádióban és televízióban népszerűsítette a kifejezést, amellett érvelve, hogy a különböző fajok szenvedésének egyenlő kezelése logikusan következik a darwinizmusból. Richard Dawkins Az önző gén (The Selfish Gene) (1976) című klasszikus művében szintén használta a fajizmus kifejezést, támogatva vele azokat, akik az állatokért kampányolnak. A Royal Society for the Prevention of Cruelty to Animals (RSPCA) – a világ legrégibb és legnagyobb állatjóléti szervezete, – Nyilatkozat a Fajizmus Ellen (Declaration Against Speciesism) című dokumentumát 150 delegátus írta alá a világ első állatfelszabadítási konferenciáján, melyet a Cambridge-i Egyetem Trinity Kollégiumában tartottak 1979-ben. Ezt Ryder az RSPCA elnökeként és az Állatpolitikai Lobbi igazgatójaként széleskörűen használta sikeres kampányaiban, hogy bevigye az állatok ügyét a brit és az európai politikába.